# Nossa Senhora Aparecida
Nossa Senhora Aparecida este un oraș în Sergipe (SE), Brazilia.